# Cold War
Cold War je počítačová hra vyvinutá v České republice studiem Mindware a vydaná DreamCatcher Games (Linux Game Publishing pro Linux). Hra je, podobně jako Splinter Cell, stealth hrou. Hra používá systém výroby zbraní a nářadí z věcí obyčejné potřeby. Příběh točící se kolem civilního reportéra také z principu nedovoluje použití akrobatických kousků. Velkým plusem hry je mnoho různých strategií vedoucích k dohrání hry. Hra byla vydána v Severní Americe pro Microsoft Windows a Xbox 27. září 2005. Linuxová verze byla vydána 4. srpna 2006.